# Адријано Кореја
Адријано Кореја Кларо (порт. Adriano Correia Claro; 26. октобар 1984), познатији као Адријано Кореја или Адријано, бивши је бразилски фудбалер. Играо је на више позиција у одбрани и у везном реду.

## Успеси

### Клупски
Севиља
- Куп Краља: 2006/07, 2009/10.
- Суперкуп Шпаније: 2007.
- Куп УЕФА: 2005/06, 2006/07.
- УЕФА суперкуп: 2007.

Барселона
- Ла Лига: 2010/11, 2012/13, 2014/2015, 2015/16.
- Куп Краља: 2011/12, 2014/15, 2015/16.
- Суперкуп Шпаније: 2010, 2011, 2013.
- УЕФА Лига шампиона: 2010/11, 2014/15.
- УЕФА суперкуп: 2011, 2015.
- Светско клупско првенство: 2011, 2015.

Бешикташ
- Суперлига Турске: 2016/17.

### Репрезентативни
Бразил
- Копа Америка: 2004.
- Светско првенство до 20 година: 2003.